# Anastasia Grymalska
Anastasia Grymalska (in ucraino Анастасія Гримальська?, Anastasija Hrymal's'ka; Kiev, 12 luglio 1990) è una tennista ucraina naturalizzata italiana.

## Biografia
Nata nel 1990 a Kiev, nell'allora Ucraina sovietica, crebbe fino a 14 anni a Pescara, in Italia, dove suo padre, istruttore di tennis, fu chiamato a lavorare; successivamente fu a Tirrenia per un biennio e in seguito in altre parti d'Italia alla ricerca di luoghi d'allenamento; vive a Beinasco, nel torinese, nel cui locale circolo tennistico si allena .

## Carriera
Esordiente nel circuito ITF nel 2007, ottenne la sua prima vittoria nel 2009 a Pesaro contro la ceca Kristýna Plíšková; nel 2011 esordì in WTA in singolare a Palermo grazie a una wild card, dopo aver già tentato le qualificazioni nello stesso torneo l'anno precedente; venne sconfitta da Flavia Pennetta. La wild card le venne confermata anche l'anno successivo, ma fu di nuovo estromessa dalla Cabeza Candela. Nel 2013 a Båstad, agli Open di Svezia, partecipò per la prima volta a un torneo WTA da qualificata al tabellone principale, ma venne sconfitta per 6-3, 5-7, 6-1 dalla Curenko.
Nel 2013 vinse la medaglia d'argento ai XVII Giochi del Mediterraneo in doppio insieme a Federica Di Sarra.
Torna a conquistare il main draw di un torneo del circuito maggiore a Marrakech nel 2014: eliminata all'ultimo turno delle qualificazioni, viene ripescata come lucky loser, ma viene battuta da Romina Oprandi in tre set. Nello stesso anno ha conquistato il primo titolo ITF da 25.000 dollari a Beinasco.
Dopo aver conquistato due finali titoli consecutivi ad Hammamet ad inizio 2016, è rimasta a lungo digiuna di vittorie in singolare, e, dopo un periodo di recupero fisico che ha coinciso anche con il suo matrimonio, è tornata alle gare nel maggio 2017, aggiudicandosi a fine anno il torneo di Cordenons grazie alla vittoria in finale contro Lisa Sabino per 6-2, 6-0. Dopo un lungo periodo d'inattività si aggiudica, nell'agosto 2021, l'ITF di 25.000$ di Pescara. L'anno successivo, sempre in agosto vince ancora l'ITF di Pescara con montepremi di 15.000$.

## Statistiche ITF

### Singolare

#### Vittorie (20)
| Torneo 100 000 $ (0) |
| Torneo 75 000 $ (0)  |
| Torneo 50 000 $ (0)  |
| Torneo 25 000 $ (2)  |
| Torneo $15.000 (2)   |
| Torneo 10 000 $ (15) |

| N.  | Data             | Torneo                                                   | Superficie      | Avversaria in finale   | Punteggio        |
| 1.  | 16 agosto 2009   | Pesaro Open                                              | Terra rossa     | Kristýna Plíšková      | 2–6, 6–1, 6–2    |
| 2.  | 31 luglio 2010   | Trofeo Città di Gardone Val Trompia                      | Terra rossa     | Paola Cigui            | 6–0, 6–2         |
| 3.  | 16 ottobre 2010  | ITF Women's Circuit Settimo San Pietro                   | Terra rossa     | Karin Knapp            | 4–6, 6–2, 7–5    |
| 4.  | 31 ottobre 2010  | Torneo Clube de Tenis de Vila Real de Santo Antonio      | Terra rossa     | Lena-Marie Hofmann     | 6–1, 7–5         |
| 5.  | 4 luglio 2011    | Città di Firenze                                         | Terra rossa     | Elixane Lechemia       | 6–0, 4–6, 6–1    |
| 6.  | 20 novembre 2011 | ITF Ciudad de Vinaròs                                    | Terra rossa     | Bianca Botto           | walkover         |
| 7.  | 27 novembre 2011 | ITF Women's La Marsa                                     | Terra rossa     | Martina Caregaro       | 7-5, 2-6, 6–3    |
| 8.  | 29 gennaio 2012  | Torneo Mallorca I                                        | Terra rossa     | Barbara Sobaszkiewicz  | 6–1, 6–4         |
| 9.  | 29 aprile 2012   | Internazionali di San Severo                             | Terra rossa     | Myrtille Georges       | 4-6, 6–1, 6–1    |
| 10. | 24 febbraio 2013 | Torneo Mallorca I                                        | Terra rossa     | Ivonne Cavallé Reimers | 6–2, 7–6(2)      |
| 11. | 7 dicembre 2013  | Torneo Internazionale Femminile Sanprimo, Duino-Aurisina | Terra rossa (i) | Margalita Čachnašvili  | 6-3, 6-4         |
| 12. | 19 gennaio 2014  | Tinajo Open                                              | Cemento         | Natasha Fourouclas     | 6-3, 6-3         |
| 13. | 1º marzo 2014    | Beinasco Open                                            | Terra rossa (i) | Anastasіja Vasyl'jeva  | 7–6(5), 6-3      |
| 14. | 23 agosto 2015   | Sharm el-Sheikh                                          | Cemento         | Sara Tomić             | 3-6, 7-6, 6-4    |
| 15. | 24 gennaio 2016  | Hammamet                                                 | Terra rossa     | Victoria Larrière      | 3-6, 6-2, 6-3    |
| 16. | 31 gennaio 2016  | Hammamet                                                 | Terra rossa     | Audrey Albie           | 7-6, 6-1         |
| 17. | 16 dicembre 2017 | Cordenons                                                | Terra rossa     | Lisa Sabino            | 6-2, 6-0         |
| 18. | 10 novembre 2018 | Cordenons                                                | Terra rossa     | Anastasia Piangerelli  | 6-1, 6-2         |
| 19. | 8 agosto 2021    | Pescara                                                  | Terra rossa     | Anna Turati            | 2-6, 7–6(4), 6-3 |
| 20. | 7 agosto 2022    | Pescara                                                  | Terra rossa     | Tatiana Pieri          | 6-3, 3-6, 6-3    |